# Високі-Малі
Високі-Малі (пол. Wysoki Małe) — село в Польщі, у гміні Боґорія Сташовського повіту Свентокшиського воєводства.
Населення — 103 особи (2011).
У 1975-1998 роках село належало до Тарнобжезького воєводства.

## Демографія
Демографічна структура на день 31 березня 2011 року:
|          | Загалом | Допрацездатний вік | Працездатний вік | Постпрацездатний вік |
| -------- | ------- | ------------------ | ---------------- | -------------------- |
| Чоловіки | 54      | 12                 | 36               | 6                    |
| Жінки    | 49      | 10                 | 25               | 14                   |
| Разом    | 103     | 22                 | 61               | 20                   |